# Nino Rizzo Nervo

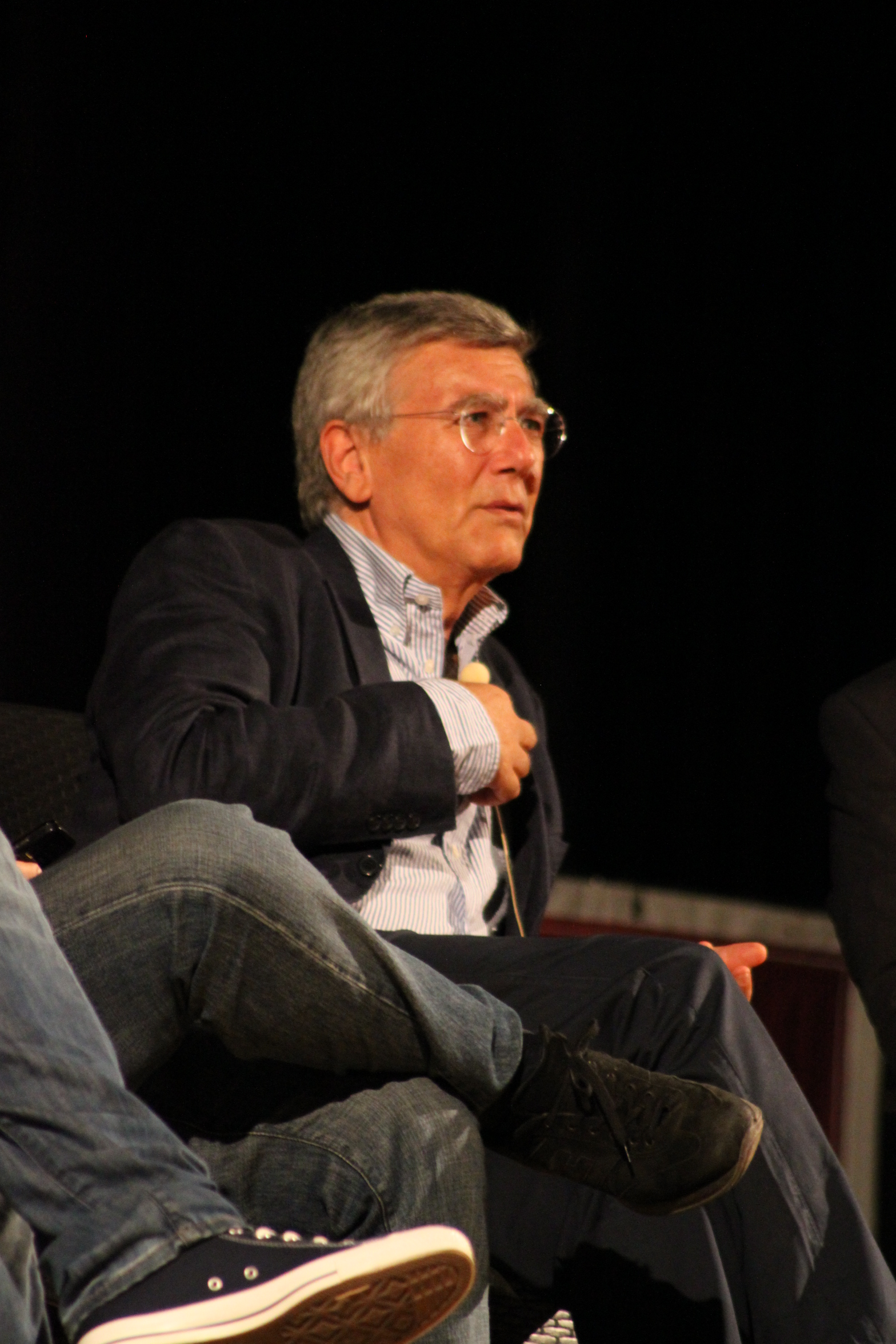
Nino Rizzo Nervo

Antonino Rizzo Nervo, detto Nino (Messina, 15 marzo 1953), è un giornalista italiano.

## Biografia
Laureato in scienze politiche, era già stato assunto come praticante giornalista dalla Gazzetta del Sud di Messina nel 1971 a soli 18 anni, il più giovane d'Italia. Diventato nel 1974 giornalista professionista, entra nel 1979 in Rai come redattore, dove segue come inviato anche delle testate nazionali della Rai i più importanti fatti di mafia, le inchieste dei giudici Falcone e Borsellino e il maxi processo svoltosi a Palermo alla fine degli anni ottanta.
Nel 1986 viene nominato responsabile della sede regionale siciliana. Nel 1993 il consiglio di amministrazione cosiddetto "dei professori" lo nomina vice direttore della Testata Giornalistica Regionale per il Sud. Sollevato dall'incarico nel 1994 dal consiglio di amministrazione della Rai, presieduto da Letizia Moratti, nel 1995 viene reintegrato come vice-direttore del televideo a seguito di una vertenza processuale.
Nel 1996 viene nominato direttore della TGR, succedendo a Piero Vigorelli; nel 1999 diviene direttore del TG3 realizzando la fusione tra il TG3 e la Testata Giornalistica Regionale. Si dimette nel settembre del 2000 a seguito delle polemiche provocate dalla trasmissione di immagini concernenti un'inchiesta giudiziaria sulla pedofilia nell'edizione serale del telegiornale di Rai 3. Respinte le dimissioni dal CdA della Rai all'unanimità, lascerà la Rai nel 2001. Passa a LA7 e diventa prima condirettore e poi direttore del TG LA7 che abbandonerà nel novembre dello stesso anno.
Vicino alle posizioni politiche della Margherita, dopo esperienze culturali nell'area dei "cattolici democratici", assume la direzione del quotidiano del movimento, Europa, per poi entrare nel 2005 nel Consiglio di amministrazione della Rai come consigliere per l'opposizione, ruolo in cui viene confermato dalla Commissione di vigilanza Rai il 18 febbraio 2009. Con la nomina di Alberto Maccari alla direzione del Tg1 e di Alessandro Casarin alla direzione della TGR voluta dal direttore generale Lorenza Lei il 31 gennaio 2012 Rizzo Nervo si dimette dal consiglio di amministrazione della RAI. La nomina dei due direttori ha visto una spaccatura in Cda con i rappresentanti di PdL e Lega Nord favorevoli alla nomina e i rappresentanti di PD e UdC insieme al Presidente RAI Paolo Garimberti contrari.
Nella stessa occasione ha denunciato, ritenendole inesatte, le previsioni di bilancio aziendale per il 2012 presentate da Lorenza Lei, sostenendo che il bilancio si sarebbe chiuso non in pareggio ma con un disavanzo tra i 180 e i 190 milioni così come poi è stato accertato dal nuovo vertice (Gubitosi direttore generale, Tarantola presidente). Nell'ottobre 2013 è stato nominato presidente del "Centro italiano di Studi superiori per la formazione e l'aggiornamento in giornalismo radiotelevisivo" da cui dipende anche la Scuola di giornalismo di Perugia. Del Consorzio fanno parte la Rai, la Regione Umbria, l'Università, il Comune e la Provincia di Perugia, l'Ordine nazionale dei giornalisti, la Fondazione della Cassa di Risparmio di Perugia e la Fondazione Bonucci.
Dal dicembre del 2013 è anche consigliere di amministrazione della Fondazione Perugia 2019 costituita dalla Regione Umbria e dai comuni di Perugia e Assisi per la candidatura della città di Perugia a "Capitale della cultura europea 2019". Il 1º febbraio 2017 è stato nominato Vicesegretario generale della Presidenza del Consiglio.
Dal 2018 è presidente del Comitato scientifico di Taobuk.
Dal 30 dicembre 2024 è direttore responsabile del quotidiano Gazzetta del Sud
Da marzo 2025 è membro del Comitato scientifico del Premio Strega Saggistica

## Fonti
- Cda Rai: nominati i sette consiglieri [collegamento interrotto], su redazione.romaone.it.
- Rai, chi sono i 7 nuovi consiglieri eletti dalla commissione di Vigilanza, su repubblica.it.